# Мустафинов, Сулейман-эфенди
Сулейман-эфенди Мустафинов (чечен. Мустапин Сулим-молла) — чеченский военачальник и наиб имама Шамиля. С 1845 года по апрель 1846 год наиб Черкесии. В мае 1846 года смещен с поста. В 1847 году в Малой Чечне сложил оружие. В декабре 1859 года эмигрировал в Турцию.

## Биография
Уроженец села Сольжа-Юрт, представитель чеченского тайпа серхой. Проживал в селении Герменчук.
По данным командующего Сунженской линией полковника А. П. Пулло, в 1837 году будущий наиб Шамиля Сулейман, сын кадия Мустафы, был муллой села Автуры и входил в число религиозных деятелей, пользующихся особенным влиянием в народе.
Первый посланец Шамиля в Черкессию — Хаджи-Магомед — энергично взялся за дело, совершил ряд походов против царских укреплений, но вскоре умер. А с прибывшим вместо него Сулейманом-Эффенди произошла и вовсе загадочная история. Сначала он твердой рукой повел племена адыгов на борьбу за независимость, стараясь направить ее в единое русло с действиями Шамиля, но затем неожиданно исчез. После неудачных действий наиба в 1846 году, опасаясь недовольства и репрессий со стороны Шамиля, наиб перешел на сторону противника. Но вскоре появились подписанные его именем прокламации, в которых Шамиль обвинялся во всевозможных злоупотреблениях, насилии и произволе своих наибов. Агентура Воронцова предала эти пасквили самой широкой огласке и даже печатала в газетах.
Будучи наибом Черкесии, Сулейман-эфенди безуспешно пытался установить связи с карачаевцами с целью объединения горцев Северо-Западного Кавказа.
Являлся автором семейной хроники на арабском языке, труды были по теологии, а также автор обвинительного письма в адрес имама Шамиля, которое опубликовался в газете «Кавказ». Работы Сулейман-эфенди и его отца Мустафы до сих пор не найдены.